# Hruševec Pušćanski
 Hruševec Pušćanski  falu Horvátországban Zágráb megyében. Közigazgatásilag  Pušća községhez  tartozik.

## Fekvése
Zágrábtól 21 km-re északnyugatra, községközpontjától 3 km-re északkeletre, a Donja Pušćából Hruševec Kupljenskibe menő út mellett szétszórtan terül el.

## Története
A falu nevét vadkörtefákban gazdag határáról kapta, névutótagja a közeli Hruševec Kupljenskitől különbözteti meg. Szétszórt elhelyezkedése az egykori magángazdaságokkal kapcsolatos. 1857-ig Hruševec Donji volt a hivatalos neve.
A falunak 1857-ben 180, 1910-ben 332 lakosa volt. Trianon előtt Zágráb vármegye Zágrábi járásához tartozott. 2011-ben 245 lakosa volt. Lakói mezőgazdasággal, szőlőtermesztéssel, állattenyésztéssel foglalkoznak.

## Lakosság
| Lakosság változása | Lakosság változása | Lakosság változása | Lakosság változása | Lakosság változása | Lakosság változása | Lakosság változása | Lakosság változása | Lakosság változása | Lakosság változása | Lakosság változása | Lakosság változása | Lakosság változása | Lakosság változása | Lakosság változása | Lakosság változása |
| ------------------ | ------------------ | ------------------ | ------------------ | ------------------ | ------------------ | ------------------ | ------------------ | ------------------ | ------------------ | ------------------ | ------------------ | ------------------ | ------------------ | ------------------ | ------------------ |
| 1857               | 1869               | 1880               | 1890               | 1900               | 1910               | 1921               | 1931               | 1948               | 1953               | 1961               | 1971               | 1981               | 1991               | 2001               | 2011               |
| 180                | 234                | 262                | 293                | 305                | 332                | 341                | 380                | 368                | 341                | 300                | 250                | 273                | 274                | 260                | 245                |

## Külső hivatkozások
- Pušća község hivatalos oldala